# Philippe Julia
Philippe Julia (* 1. Mai 1968 in Chamalières) ist ein französischer Handballtrainer und ehemaliger Handballspieler.

## Karriere

### Verein
Philippe Julia lernte das Handballspielen beim HBC Villeurbanne, für den er bei den Erwachsenen spielte. 1989 wechselte der Linksaußen zum aufstrebenden Erstligisten Vénissieux HB, mit dem er 1991 französischer Meister sowie 1991 und 1992 Pokalsieger wurde. Im Europapokal der Landesmeister 1992/93 scheiterte die Mannschaft erst im Halbfinale am späteren Titelträger Badel 1862 Zagreb. In der Saison 1993/94 lief er für Mougins Mouans-Sartoux auf. Anschließend ging er zu OM Vitrolles, mit dem er 1995 den Pokal und 1996 die Meisterschaft gewann. Nach dem Rückzug Vitrolles’ im Sommer 1996 unterschrieb er beim deutschen Bundesligisten TBV Lemgo, mit dem er als erster Franzose 1997 die deutsche Meisterschaft und den DHB-Pokal gewann. Nach nur einer Spielzeit kehrte er nach Frankreich zum Girondins de Bordeaux HBC zurück. Von 1998 bis 2005 spielte Julia für Aix UC, bevor er die Mannschaft als Trainer übernahm und ins Finale des Pokals 2006/07 führte.

### Nationalmannschaft
In der französischen A-Nationalmannschaft debütierte Julia im Jahr 1991. Mit Frankreich gewann er die Silbermedaille bei der Weltmeisterschaft 1993 und den Mittelmeerspielen 1993 sowie die Bronzemedaille bei der Weltmeisterschaft 1997. Insgesamt bestritt er 36 Länderspiele.